# Szu (miasto)
Szu (hist. ros. Чу, Czu;  kaz. Шұ) – miasto w Kazachstanie; w obwodzie żambylskim; nad rzeką Czu; 35 tys. mieszkańców (2006). Przemysł spożywczy.